# Димитрије Митица Марковић
Димитрије „Митица” Марковић (Панчево, 1896 – Нови Сад, 29. мај 1949), српски глумац, редитељ и певач, последњи је изданак чувене српске глумачке династије поп-Луке из Врањева. Као школовани глумац и певач наступао је у Српском народном позоришту у Новом Саду и Народном позоришту у Бањој Луци, а као оперски певач приређивао је уметничке концерте широм Србије.

## Биографија
Димитрије Митица Марковић родио се у Панчеву 1896. године, у познатој глумачкој породици. Његова мајка Милка била је дугогодишња глумица Српског народног позоришта и прва жена редитељ код Срба, а отац Михаило такође глумац и редитељ. Марковићи су имали два сина, Стевана и Димитрија. Због честих путовања ансамбла Српског народног позоришта, чији су чланови били његови родитељи и са којим су ишли на гостовања, Митица се школовао по разним местима Војводине. Први светски рат затекао их је на гостовању у Старој Пазови, одатле су их угарске власти одмах интернирале у Јасберењ у Мађарској. У Јасберењу породица остаје две године, а затим одлазе у Женеву, где се Милка ангажује у Црвеном крсту. Оставши без средстава за издржавање породице, отац Михаило врши самоубиство, а Милка остаје сама са два сина.
Димитрије је на усавршавање из области музике и певања ишао у Париз, Женеву и Беч, а 1917. године завршио је конзерваторијум и драмску школу у Женеви.
Димитрије се 1930. године оженио Маргаретом (Бордо, 25. децембар 1900 – Футог, 25. јануар 1978), француском модисткињом која је у Србију дошла 1927. године и након удаје такође радила у Српском народном позоришту као главни костимер, руководилац мушких и женских костимера, а коју су, због француског порекла и занимања, у позоришту звали Мадам Марго.

Димитрије Митица Марковић умро је 29. маја 1949. године у Новом Саду. Сахрањен је у гробници у гробници Димитрија и Драгиње Ружић на Алмашком гробљу.

### Глумачка династија
Димитрије је по мајци потомак чувеног поп-Луке Поповића из Врањева, родоначелника велике глумачке династије чија су се скоро сва деца одала глуми. Ова породица је српском позоришту дала седам чувених имена: пет кћери и два сина проте Луке. Свој живот су позоришту посветиле поп-Лукине ћерке Љубица Коларовић, Катарина—Катица Поповић, Драгиња Ружић, Јелисавета - Јеца Добриновић и Софија Вујић, као и синови Лаза и Паја Поповић. Заједно са снајама и зетовима, међу којима су били Димитрије Ружић, Пера Добриновић, Димитрије Коларовић и Марија Аделсхајм-Поповић ова „уметничка династија” је једно време сачињавала готово половину трупе Српског народног позоришта у Новом Саду и представљали су моћан и веома утицајан породични круг, не само у глумачкој дружини него и у органима Друштва за Српско народно позориште.. Глумачку традицију наставили су и унуци проте Луке: Зорка Тодосић, Емилија Поповић, Милка Марковић, Лука Поповић и његове сестре Зорка Поповић—Премовић и Даница Поповић, као и праунуци Димитрије-Митица и Љубица Тодосић, талентована глумица која је умрла веома млада.

## Позоришна каријера
Димитрије је као певач приређивао уметничке концерте по Србији све до 1925. године, када је званично постао члан Српског народног позоришта, мада је на овој сцени наступао још као дете. Од 1929. почео је да се бави и режијом. Године 1937. напустио је Српско народно позориште и отишао у Народно позориште у Бањој Луци. Године 1944. вратио се у Нови Сад и Српско народно позориште, где је остао до смрти.
Димитрије Митица Марковић био је добар и непосредан драмски и карактерни глумац, као и оперски певач пријатног гласа.

## Најзначајније улоге
- Стеван Драгић (Сеоски лола, Еде Тот)
- Хасанага (Хасанагиница, Милан Огризовић)
- Клод и Феб (Звонар Богородичине цркве, Виктор Иго)
- Кузине (Наш попа код богатих, Клеман Вотел)
- Гал (Игра у дворцу, Ференц Молнар)[13]
- Ивица (Владислав краљ бугарски, Јован Стерија Поповић)
- Надрикњигић (Помодар, Жан Батист Поклен Молијер)
- Ружичић (Покондирена тиква, Ј. С. Поповић)
- Ђорђе (Женски непријатељ, Родерих Бенедикс)
- Басанио (Млетачки трговац, Вилијам Шекспир)
- Сава Чучић (Граничар, Јосип Фрајденрајх)
- Сплеткарош (Ватрогасци на селу или наши добри сељани)
- Антић (Грозни муж)
- Хаз (Ултимо, Густав Мозер)
- Дон Цезар (Дон Цезар од Базана, Филип Диманоар и Адолф Денери)
- Бранко (Избирачица, Коста Трифковић)
- Нотаријус (Кир Јања, Ј. С. Поповић)
- Марки де Прејлес (Две сиротице, А. Денери и Ежен Кормон)
- Маркиз Торен (Чаша воде, Ежен Скриб)
- Стева Грабић (Честитам, К. Трифковић)
- Адвокат Тодор (Мамица, Еде Сиглигети)
- Косор (Крвави престо, Мита Поповић)
- Никола Славнић (Еј људи што се не жените!, Јулије Розен)
- Раде неимар (Зидање Раванице, Атанасије Николић)
- Буасон (Језуита и његов питомац, Алојз-Вилхелм Шрајбер)
- Раде (Наши сељани, М. Поповић)
- Лацко (Стари бака и његов син хусар, Јожеф Сигети)
- Рајко (Војнички бегунац, Е. Сиглигети)
- Белак (Досадан свет, Едуар Пајрон)
- Франко (У новој кожи, Етјен Реј)
- Селимир (Светислав и Милева, Ј. С. Поповић)
- Свирач (Хајдук Станко, Јанко Веселиновић)
- Вурм (Сплетка и љубав, Фридрих Шилер)
- Артманов (Непокретни)
- Тома Њушка (Сан летње ноћи, В. Шекспир)
- Сима Поповић (Госпођа министарка, Бранислав Нушић)
- Иван Семјонович (Мисија мистер Перкинса у земљи бољшевика, Александар Јевдокимович )[1]

## Режије
- Париска сиротиња (Едуар Бризбар и Ежен Нис)
- Тоска (Викторијен Сарду)
- Ожалошћена породица (Б. Нушић)
- Отмена дама (Зигфрид Гајер и Бети Винтер)
- Госпођа министарка (Б. Нушић)
- Ускочница (Петар Крстоношић)
- Сумњиво лице (Б. Нушић)
- Звонар Богородичине цркве (В. Иго)